# Lapanouse-de-Cernon
Lapanouse-de-Cernon è un comune francese di 122 abitanti situato nel dipartimento dell'Aveyron nella regione dell'Occitania.

## Società

### Evoluzione demografica
Abitanti censiti